# 더 리그 오브 네이션스

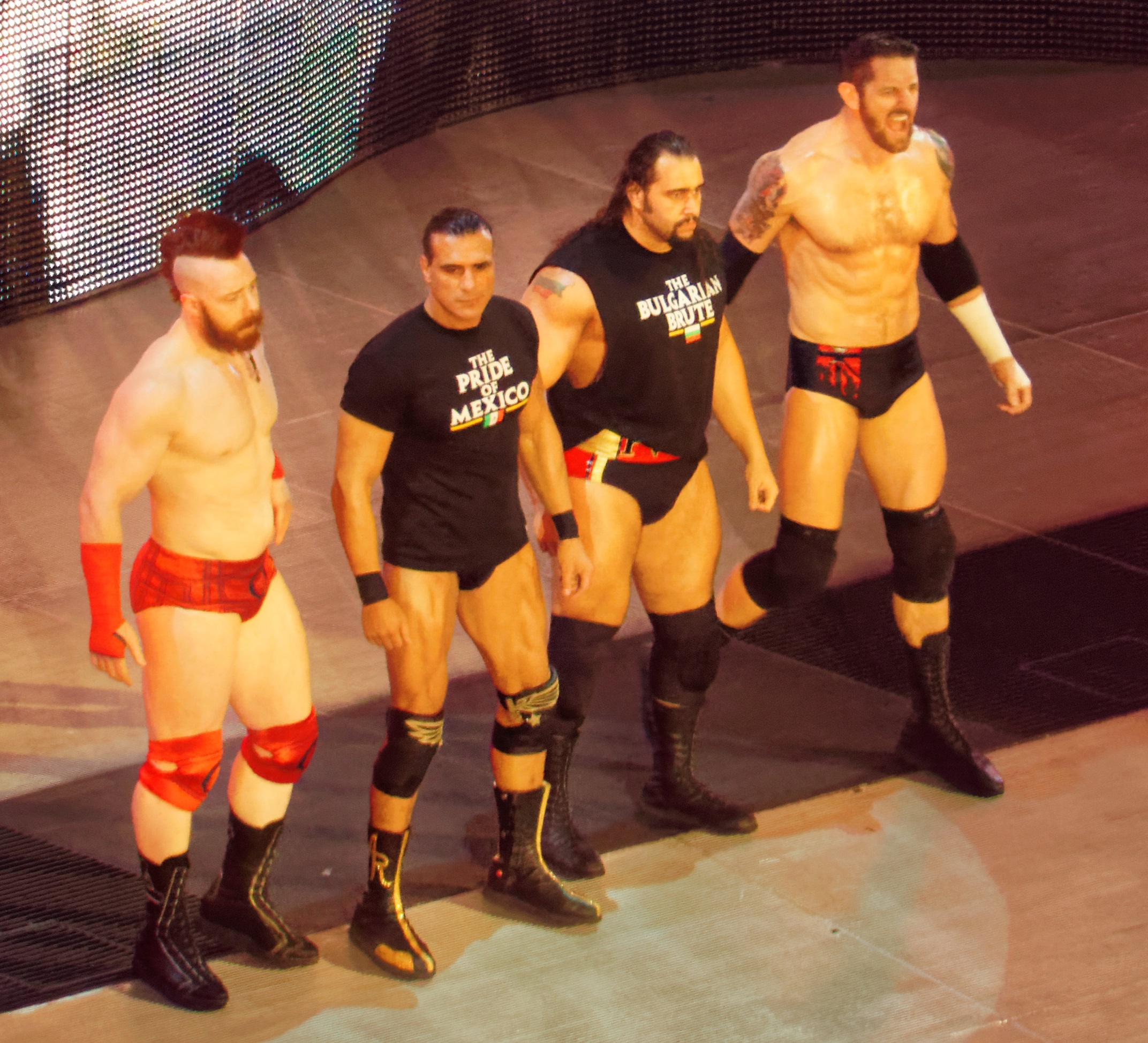

리그 오브 네이션즈(The League of Nations)는 2015년 11월 30일부터 활동 중인 WWE의 악역 스테이블이다. 아일랜드 출신의 셰이머스와 영국 출신의 킹 배럿과 불가리아 출신의 루세프와 멕시코 출신의 알베르토 델 리오의 4인조로 구성되어 있다.

## 레슬링
- 레슬링 기술

- - 알베르토 델 리오

- -     - 다이빙 더블 풋 스톰프, 크로스 암브레이커, 시! 킥(슈퍼킥)

- - 킹 바렛

- -     - 불 해머(하이 임팩트 엘보우 스매쉬)

- - 루세프

- -     - 애콜라이트(카멜 클러치), 점핑 사이드 킥, 슈퍼킥

- - 쉐이머스

- -     - 브로그 킥(런닝 바이시클 킥)

## 탈퇴
- 킹 바렛